# Murphy Troy
À ne pas confondre avec le joueur américain de basket-ball Troy Murphy
Murphy Troy est un joueur américain de volley-ball né le 31 mai 1989 à Saint Louis (Missouri). Il mesure 2,03 m et joue attaquant. Il est international américain.

## Clubs
| Club              | De        | À         |
| ----------------- | --------- | --------- |
| Andreoli Latina   | 2011-2012 | 2012-2013 |
| Saint-Nazaire VBA | 2013-2014 | ...       |

## Palmarès
- Championnat d'Amérique du Nord (1)
  - Vainqueur : 2013
- Coupe Pan-Américaine (1)
  - Vainqueur : 2012
  - Finaliste : 2011
- Championnat d'Amérique du Nord des moins de 19 ans
  - Finaliste : 2006